# Beit Lahia
Beit Lahia (Árabe: بيت لاهيا), también conocida como Beit Lahiya, es una ciudad palestina situada en la Franja de Gaza, al norte de Jabalia, cerca de Beit Hanoun y dentro de la Línea del Armisticio de 1949 con Israel. Según los cálculos de la Oficina Central de Estadísticas de Palestina, la población de la ciudad a mediados de 2023 se calcula en 108.205 habitantes. El partido político Hamás está actualmente a cargo de la ciudad, así como de toda la Franja de Gaza, después de ganar las elecciones municipales de 2005 y tomar el control de la región de forma violenta en 2007. Según la ONG israelí B'Tselem, el ejército israelí mató a al menos 172 habitantes de la localidad entre 2009 y 2022.

## Geografía
La palabra "Lahia" es siriaca y significa "desierto" o "fatiga". La ciudad está rodeada de dunas de arena, algunas de las cuales llegan a medir hasta 55 m por encima del nivel del mar. La zona es famosa por sus muchos y grandes sicomoros. La ciudad es conocida por su agua fresca y dulce, sus bayas y sus árboles de cítricos. Según Edward Henry Palmer, "Lahia" deriva de "Lahi", un nombre propio.

## Historia
Beit Lahia está situada en las proximidades de una antigua colina, cercana a la cual se encuentran las ruinas de un poblado. Se ha sugerido que se trata de Bethelia, ciudad natal de Sozomeno, en la que había un templo. También se ha encontrado cerámica del periodo bizantino.
Un mihrab (una especie de hornacina de mezquita que indica la dirección de la oración o salat), es todo lo que queda de una antigua mezquita al oeste de Beit Lahia que data del final del periodo Fatimí y el inicio de la Dinastía Ayubí de Saladino, y de otras dos mezquitas que datan del periodo otomano.
Yaqut al-Hamawi († 1229) describió "Bait Lihya" como un lugar localizado "cerca de Ghazzah", a lo que añadió que "es un pueblo con muchos árboles frutales".

### Periodo Mameluco
Una losa de mármol, depositada en el maqam de Salim Abu Musallam en Beit Lahia, está inscrita con letras del idioma naskhi tardío de los mamelucos. Es un epitafio de los cuatro hijos del Gobernador de Gaza, Aqbay al-Ashrafi, que murieron en el mes de Rajab de 897 (29 de abril-9 de mayo de 1492). Se cree que los niños murieron de la peste que asoló Palestina durante los años 1491 y 1492, descrita por Mujir al-Din.

### Imperio Otomano
En 1517, los otomanos incorporaron el pueblo a su imperio junto con el resto de Palestina, y en 1596 Beit Lahia aparecía en los registros de impuestos otomanos como una nahiya (subdistrito) de Gaza, en el liwa (distrito) de Gaza. Tenía una población de 70 hogares musulmanes y pagaba impuestos sobre trigo, cebada, cultivos de verano, viñas, árboles frutales, cabras y/o colmenas.
Hacia el final del periodo otomano, en mayo de 1863, el explorador francés Victor Guérin visitó el pueblo. Lo describió de la siguiente manera: "poblado por 250 habitantes, ocupa un valle rectangular, bien cultivado y rodeado de altas dunas de arena que causan un gran calor. Es un pequeño oasis incesantemente amenazado por el corrimiento de sus dunas, que lo rodean por los cuatro costados, y que lo engullirían de no ser por la continua lucha del hombre para frenar su avance". En 1883, el Fondo para la Exploración de Palestina lo describió en su Estudio sobre Palestina Occidental como "pequeño pueblo con hermosos jardines y grandes y antiguos olivares en mitad de la arena. Tiene un pozo hacia el sur [..] Hay una pequeña mezquita en el pueblo."

### Mandato Británico de Palestina
En el censo de Palestina de 1922, llevado a cabo por las autoridades de Mandato Británico, Bait Lahia tenía una población de 871 habitantes, todos ellos musulmanes, cifra que aumentó en el censo de 1931 a 1,133, una vez más todos musulmanes, que vivían en 223 casas.
En 1945, la población de Beit Lahia era de 1,700 árabes y su territorio era de 38,376 dunams, según un estudio oficial sobre la tierra y su población. De ellos, 134 dunams estaban dedicados a cítricos y plátanos,
1,765 a plantaciones y tierra irrigable, 15,185 a cereales, y 18 dunams eran considerados zonas urbanizadas.

### Ocupación israelí

#### Comienzos delsigloXXI
El 4 de enero de 2005, siete civiles residentes en Beit Lahia fueron asesinados, incluidos seis miembros de la misma familia, siendo sus muertes achacadas al bombardeo por parte de las Fuerzas de Defensa del Israel (IDF) del área agrícola donde trabajaban. El 9 de junio de 2006, ocho civiles fueron asesinados por bombas de las IDF mientras realizaban un pícnic en la playa de Beit Lahia. Entre los muertos había siete miembros de la familia Ali Ghaliya. Las IDF negaron ser responsables. La ciudad es objetivo frecuente de ataques aéreos israelíes y ha sido un campo de batalla entre las IDF y Hamás. La mezquita Ibrahim al-Maqadna fue alcanzada por misiles israelíes en 2009 con resultado de 13 muertes.
En 2006, Hamás ganó las elecciones legislativas palestinas, lo que desencadenó una cascada de sanciones contra la Autoridad Nacional Palestina debido a la negativa de este partido de abandonar la lucha armada y reconocer a Israel. Poco después, en 2007, Hamás tomó por la fuerza el control de las instituciones oficiales en la Franja de Gaza. Desde ese mismo año, la Franja de Gaza (y, por lo tanto, también Beit Lahia) se encuentran sometidas a un estricto bloqueo por tierra, mar y aire a cargo del ejército israelí y de las autoridades egipcias. Este bloqueo ha sido considerado ilegal por una misión especial del Consejo de Derechos Humanos de la ONU (en el conocido como informe Goldstone), el enviado de la ONU Desmond Tutu, el Comité Internacional de la Cruz Roja y la mayoría de los expertos en derecho internacional. Por su parte, Israel considera el bloqueo legal, y un informe realizado para la ONU conocido como Informe Palmer considera que el bloqueo naval es legal.

#### Guerra de Gaza de 2014
El 22 de julio, una niña llamada Shahd Mu'in 'Ali Qishtah moría en el bombardeo israelí de su casa. En el mismo ataque también murieron el niño de tres meses Muhammad Ahmad As'ad al-Baddi y su padre Ahmad, de 27 años, que caminaban por la calle a la altura el edificio justo cuando fue atacado. El niño de 9 años Rabi' Qassem Rabi' Abu Ras viajaba con su familia en una carreta tirada por un burro cuando fue alcanzado por un misil de la aviación israelí, muriendo instantáneamente. Estaban huyendo de la zona en conflicto. Otra niña de 2 años, Salma Salem Rajab a-Radi', moría junto con su hermano Raed de 19 años y un familiar llamado Ziad, de 23, en un bombardeo israelí en la calle. Diez combatientes de Beit Lahia morían el 23 de julio en combates con el ejército israelí. Khader Khalil Khader a-Loh iba de camino a su casa, que había tenido que abandonar ante el avance del ejército israelí, cuando fue alcanzado por disparos de un avión israelí. Murió el 24 de julio con 52 años. El 26 de julio, Muhammad Salameh Hammad Abu Khusah, de 76 años, moría por el impacto de proyectiles de tanques israelíes en su casa, cercana a la valla de separación de la Franja de Gaza. Muhammad Sa'id Sha'ban Baba, de 40 años, moría por el bombardeo de la casa de su vecino, miembro del ala armada de Hamás. Ese mismo día, cuatro miembros del ala militar de Hamás residentes en Beit Lahia morían en combates con el ejército invasor israelí. Soheil Hussein 'Abd al-Karim 'Abd Rabo, de 35 años, moría el 29 de julio en el bombardeo israelí sobre su casa que también hirió a su mujer e hijo. El 30 de julio, la familia de Zakaria Muhammad Hassan Karim, de 49 años, fue a visitarlo a la casa que el resto de ellos habían abandonado. Un ataque de la aviación israelí lo mató a él y a su hijo Samir, de 24 años. Ese mismo día, dos hombres de 41 años, 'Abd al-Jalil Muhammad Kamel Abu Shadaq y Jamal Shehdeh 'Abd al-'Aziz Abu Shadaq, morían por disparos de la aviación israelí cuando estaban en el porche de la casa del primero de ellos. Hassan Ibrahim Muhammad Habush y Muhammad Ya'qub Isma'il Suliman, de 25 y 23 años respectivamente, miembros del ala militar de Hamás, morían por disparos del ejército israelí también ese día, así como Muhammad Musa Muhammad Ghaben, de 32 años, Muhammad Harb Hassan Ghaben, de 27 años, 'Adel 'Abdallah Mahmoud Kamar, de 51 años, Alaa Khader Ramadan Salman, de 17 años, Ibrahim Muhammad Khader Salman, de 40 años y Ramadan Khader Ramadan Salman, de 23 años, todos ellos civiles residentes de Beit Lahia que murieron, junto con otras 14 personas, en el bombardeo israelí de una escuela de la ONU en Jabalia. El 31 de julio resultaba herida Maryam Muhammad Muhammad Abu Jalalah, de 24 años, por el impacto de un misil israelí sobre la planta de tratamiento de agua en la que ella y otras muchas personas se habían refugiado de los bombardeos. Moría cinco días después, el 4 de agosto.
El 1 de agosto, una niña de siete meses y medio llamada Sama Nael Bassam al-Barawi y su abuela de 73 años, llamada Su'ad 'Ali Muhammad al-Bahri, morían tras un bombardeo de la aviación israelí sobre el patio de la casa de esta última. Dos niños de 7 y 8 años, Mahmoud Ahmad Mahmoud al-Majdalawi y Rawan Ahmad Yusef al-Majdalawi, murieron el 3 de agosto junto a otros dos miembros de su familia cuando la aviación israelí bombardeó el patio en el que jugaban. Ese mismo día, 'Ahed Sa'id Mahmoud Bader, de 20 años, y Fares Ahmad Hussein Dawood, de 23, murieron por fuego de la aviación israelí cuando intentaban rescatar de los escombros a los heridos de otro bombardeo israelí que había tenido lugar apenas unos minutos antes. El 10 de agosto, Raed Samir Mahmoud al-Halabi, ayudante del ministro del Interior de Hamás en la Franja de Gaza, moría en un ataque de la aviación israelí a su casa. También en su casa moría Faraj Hussein Khamis Abu Rabi', miembro del ala militar de Hamás, en un asesinato selectivo israelí. El 20 de agosto, Mustafa Sufian Darwish Muheisen, de 29 años, y su padre Sufian Darwish Muhammad Muheisen, de 48 años, estaban trabajando en la huerta familiar cuando un misil israelí les alcanzó. Ambos murieron. Hassan Srur Muhammad Tamburah, de 13 años, y su padre Srur Muhammad Jamil Tamburah, de 35 años, murieron el 21 de agosto cuando un misil de la aviación israelí impactó en la parada de taxis en la que esperaban para ir al mercado de Jabalia. El 24 de agosto, Muhammad Ibrahim Muhammad a-Luqah, de 21 años y miembro del ala militar de Hamás, murió por el disparo de un avión israelí cuando circulaba en su motocicleta. El 25 de agosto de ese mismo año, Raddad Ahmad Salim Tanburah, un empleado de la empresa municipal de aguas de 36 años, entró en un ramal del alcantarillado cercano a su casa para intentar arreglarlo. Como consecuencia, la aviación israelí bombardeó su casa asesinándolo a él y a dos de sus hijosː Ahmad, de 15 años, y Amned, de 13. Otros nueve miembros de su familia resultaron heridos en el ataque. Ese mismo día moría, Farhanah Ibrahim Taleb al-'Attar, una mujer de 48 años, por disparos de la aviación israelí cuando salía de su casa, que ya había dejado abandonada previamente pero a la que tuvo que volver para buscar ropa. Un día después, el 26 de agosto, dos trabajadores de una empresa de electricidad murieron cuando un misil disparado desde un avión israelí destruyó la furgoneta en la que viajaban. Se llamaban Muhammad 'Abd a-Rahman 'Abd al-Qader Daher, de 49 años, y Tamer Midhat Hassan Hamad, de 24. La furgoneta en la que viajaban llevaba una bandera identificativa de la empresa y se desconoce la justificación del ataque.

#### De 2015 hasta la actualidad
Muhammada Hamed 'Adel al-Masri, de 16 años, murió por disparos de soldados israelíes el 31 de julio de 2015. Se había acercado a la valla de separación entre la Franja de Gaza e Israel y había intentado romper una cámara de vigilancia poco antes de que le dispararan. El 12 de marzo de 2016, dos niños de 6 y 9 años llamados Israa y Yasin Salman Musa Abu Khusah morían por el impacto de un misil lanzado por un avión israelí a un supuesto campo de entrenamiento de Hamás cercano. Ningún miembro de Hamás resultó herido en el ataque.

#### Guerra de Gaza de 2023
Durante el conflicto entre Israel y la Franja de Gaza de 2023, la ciudad de Beit Lahia, como el resto de la región, fue duramente golpeada por la aviación israelí. El 9 de octubre, cinco niños de la familia Al-Qatnani murieron cuando el edificio residencial en el que vivían fue atacado por fuego israelí. Se trataba de los hermanos Basma (16 años), Mohammad (13 años) y Sally (11 años), así como de sus primos Salma (4 años) y Jawan (2 años). El 14 de octubre, el joven poeta Yousef Maher Dawas murió junto con otros miembros de su familia en un bombardeo israelí. El 19 de octubre, el doctor Raafat Abofoul murió junto con su esposa y la familia de su hermano en otro bombardeo israelí; la mujer de su sobrino quedó en estado crítico, pues le tuvieron que amputar ambas piernas.